# St Helens (Tasmanië)
St Helens is een plaats in de Australische deelstaat Tasmanië en telt 2049 inwoners (2006).

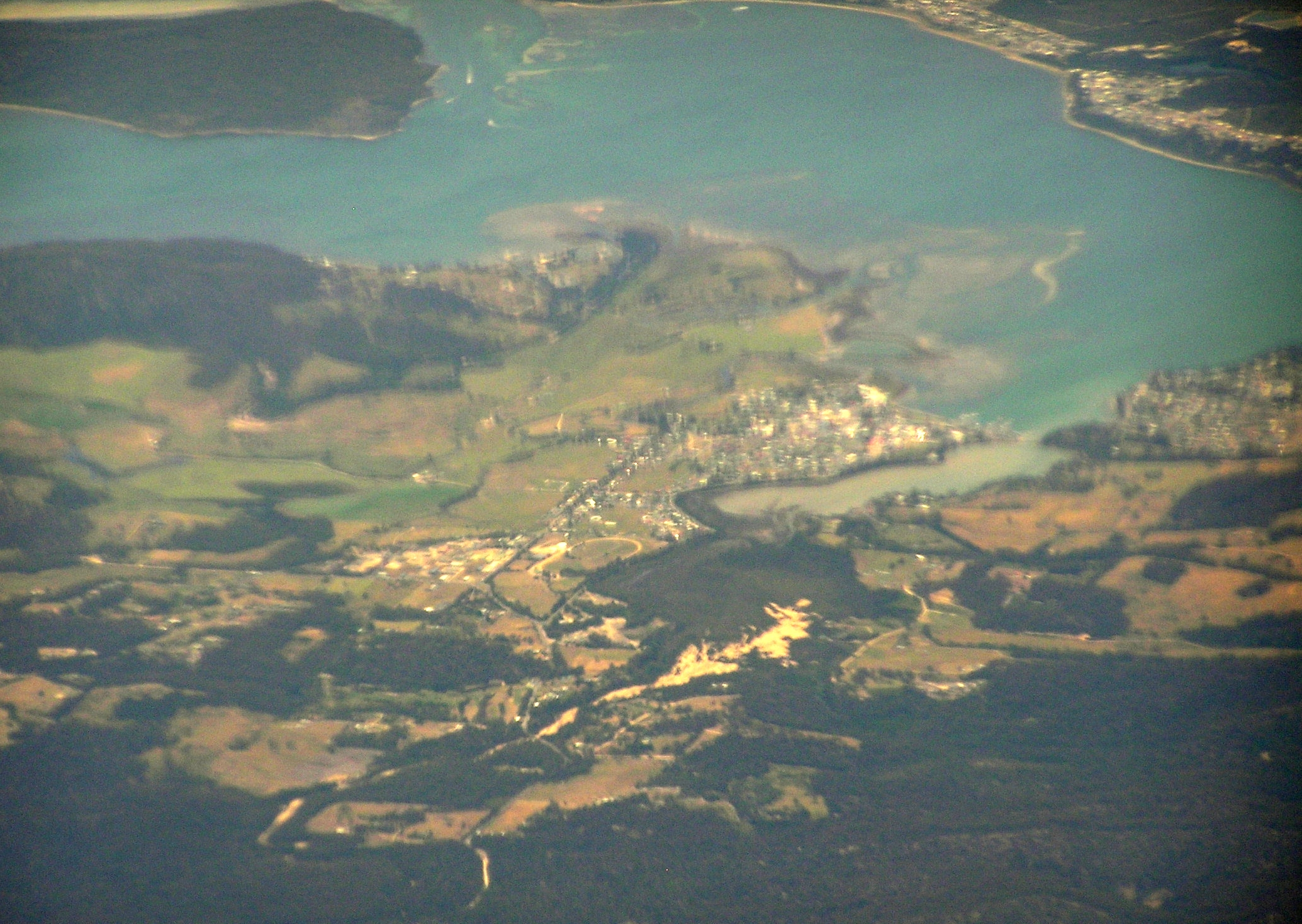
Luchtfoto van St Helens
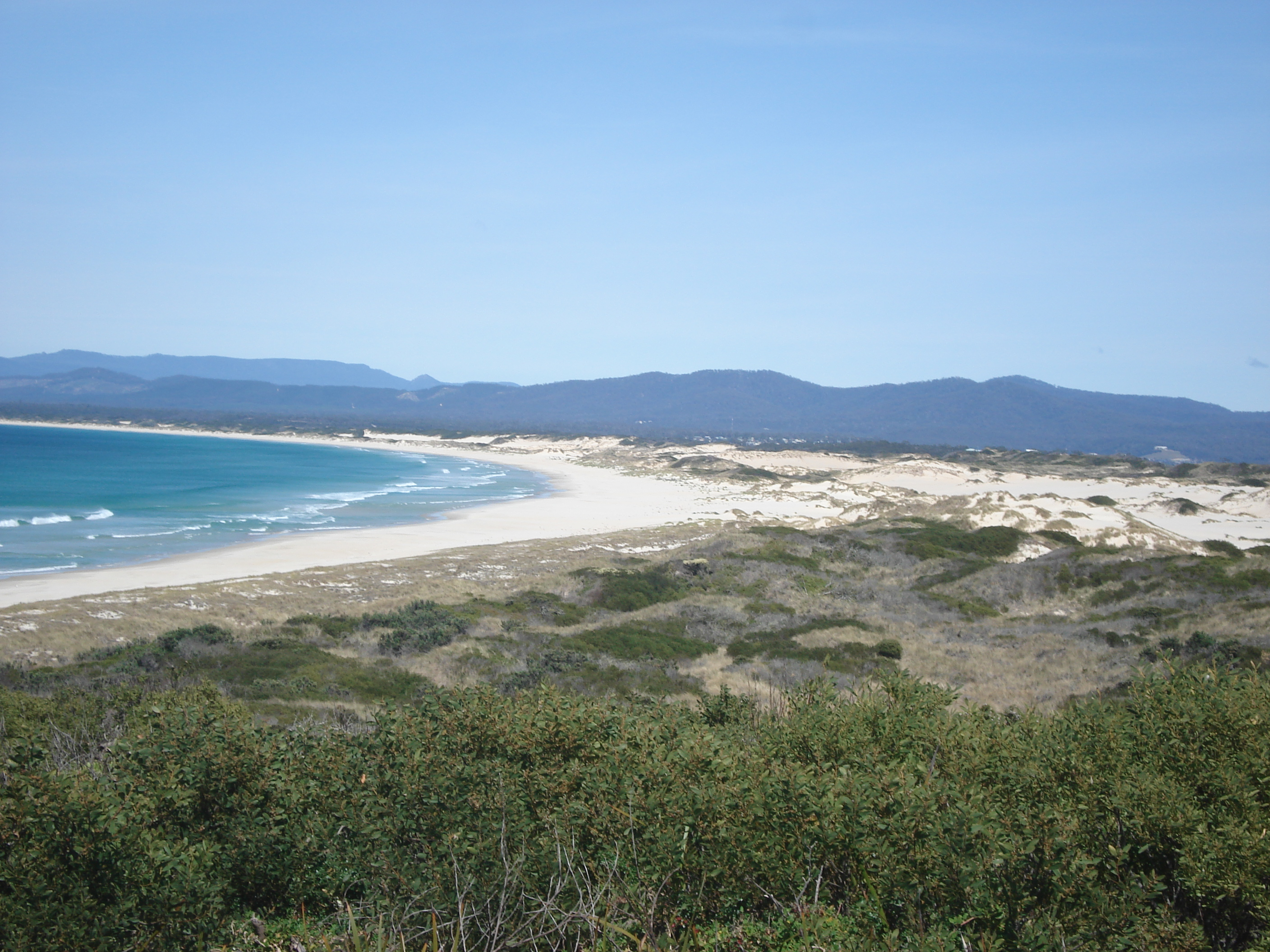
Strand bij St Helens
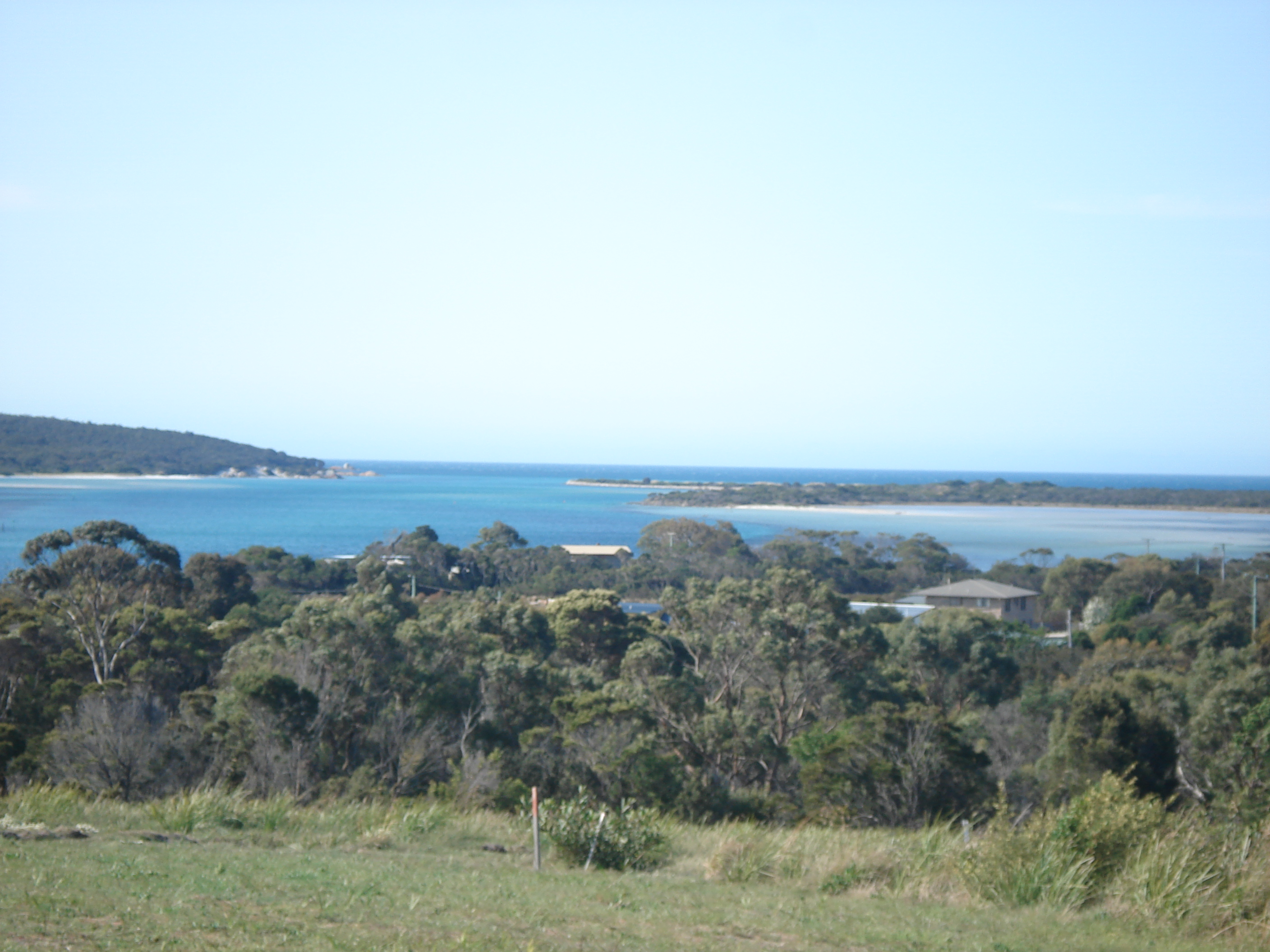
St Helens Barway
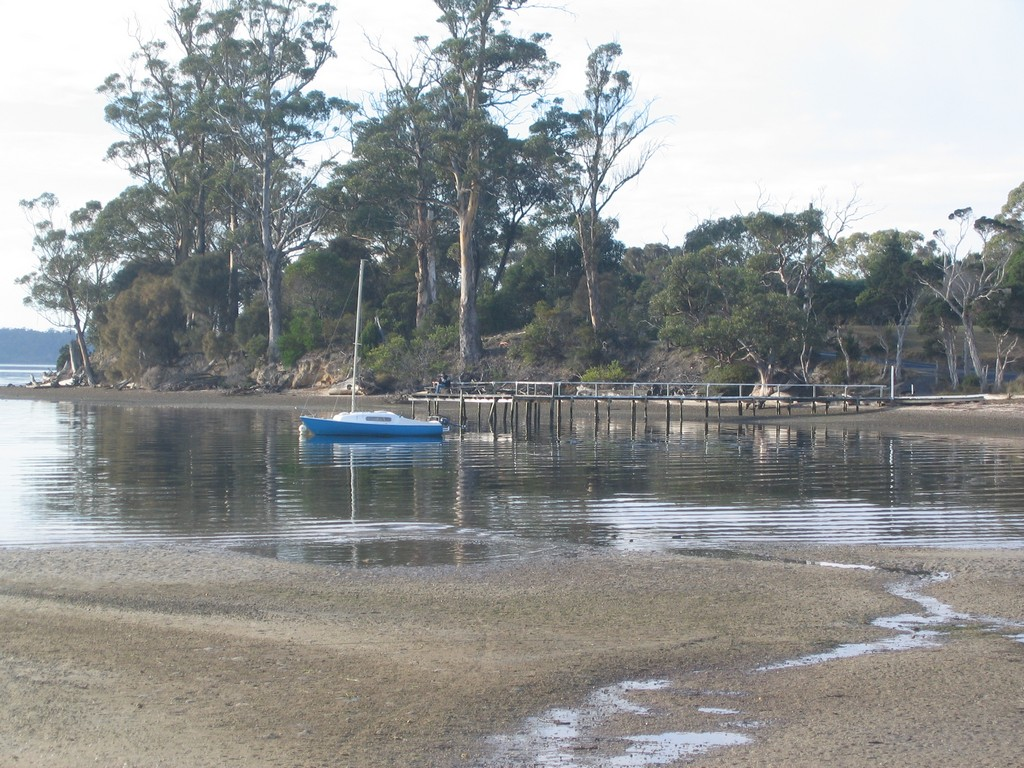